# Katrina Law
Katrina Law (Filadelfia, 30 settembre 1985) è un'attrice statunitense.
È nota per aver interpretato Mira nella serie televisiva Spartacus, Nyssa al Ghul nella serie Arrow, Karen Beach nella serie The Oath, Quinn Liu nella serie Hawaii Five-0 e Jessica Knight nella serie NCIS - Unità anticrimine.

## Biografia
Law è nata  Filadelfia e cresciuta a Deptford, nel New Jersey.  Ha origini tedesche-italiane da parte del padre e taiwanesi da parte della madre. Ha rappresentato il New Jersey nel concorso di Miss Teen USA. Si è diplomata alla Richard Stockton College nel New Jersey (ora Stockton Universit) in performance teatrale nel 1999. Katrina è anche cantante e bassista della sua band "Soundboard Fiction". Tra il 2010 e il 2012 interpreta il ruolo di Mira nella serie televisiva Spartacus. Tra gli altri suoi ruoli, quello di Eleanor Clarke in Sotto protezione, secondo episodio della serie antologica 6 passi nel giallo.
Dal 2014 al 2020 prende parte alla serie Arrow, interpretando il personaggio ricorrente di Nyssa Al Ghul. Sempre per il piccolo schermo, è nel cast regolare delle serie Training Day, nel ruolo della detective Rebecca Lee, The Oath, nei panni di Karen Beach, e Hawaii Five-0, nel ruolo del sergente Quinn Liu. Nel marzo 2021 è stata scelta per la diciottesima stagione di NCIS nel ruolo di Jessica Knight.

## Vita privata
Law ha sposato l'attore Keith Andreen nel gennaio 2013. Nel dicembre 2018 ha dato alla luce una figlia.

## Filmografia

### Cinema
- Magic Numbers - Numeri magici (Lucky Numbers), regia di Nora Ephron (2000)
- Bottomfeeders, regia di Brian Price (2001)
- Contratto con la morte (Emmett's Mark), regia di Keith Snyder (2002)
- Choker, regia di Nick Vallelonga (2005)
- All In, regia di Nick Vallelonga (2006)
- A New Tomorrow, regia di Carey Corr (2007)
- Stiletto, regia di Nick Vallelonga (2008)
- Knuckle Draggers, regia di Alex Ranarivelo (2009)
- The Grind, regia di Jhon Doria (2010)
- Apparition, regia di Quinn Saunders (2015)
- Checkmate, regiad di Timothy Woodward Jr. (2015)
- Death Valley, regia di T.J. Scott (2015)
- Mafiosa, regia di Yusaku Mizoguchi (2016)
- Zeroes, regia di Charles Smith (2018)
- Werewolves, regia di Matthew Kennedy (2024)

### Televisione
- Squadra emergenza (Third Watch) – serie TV, episodio 2x20 (2001)
- Reba – serie TV, episodio 1x20 (2002)
- 44 Minutes: The North Hollywood Shoot-Out, regia di Yves Simoneau – film TV (2003)
- If You Lived Here, You'd Be Home Now, regia di Peter Lauer – film TV (2006)
- The Rookie: CTU – serie TV, 6 episodi (2007)
- The Rookie: Day 3 Extraction, regia di Rodney Charters – miniserie TV (2008)
- Chuck – serie TV, episodio 2x15 (2009)
- Spartacus – serie TV, 15 episodi (2010-2012)
- La spada della verità (Legend of the Seeker) – serie TV, 3 episodi (2010)
- The Resistance – serie TV, 8 episodi (2010)
- 6 passi nel giallo – serie TV, episodio Sotto protezione (2012)
- CSI: Miami – serie TV, episodio 10x18 (2012)
- Staged – serie TV, episodio Flo Rida (2012)
- Chosen – serie TV, 2 episodi (2013)
- La sposa di neve (Snow Bride), regia di Bert Kish – film TV (2013)
- Arrow – serie TV, 20 episodi (2014-2020)
- 12 regali di Natale (12 Gifts of Christmas), regia di Peter Sullivan – film TV (2015)
- Legends of Tomorrow – serie TV, episodio 1x14 (2016)
- Uncle Buck – serie TV, episodio Brithers (2016)
- Training Day – serie TV, 13 episodi (2017)
- The Oath – serie TV, 18 episodi (2018-2019)
- Sacred Lies – serie TV, 6 episodi (2018)
- Hawaii Five-0 – serie TV, 22 episodi (2019-2020)
- Magnum P.I. – serie TV, episodio 2x12 (2020)
- Christmas with the Darlings, regia di Catherine Cyran – film TV (2020)
- NCIS - Unità anticrimine (NCIS) – serie TV (2021-in corso)
- NCIS: Hawai'i – serie TV, episodi 1x18-2x01 (2022)

## Doppiatori italiani
Nelle versioni in italiano delle opere in cui ha recitato, Katrina Law è stata doppiata da:
- Francesca Manicone in Hawaii Five-0, Magnum P.I., NCIS - Unità anticrimine, NCIS: Hawai'i, Werewolves
- Rossella Acerbo in Arrow, Legends of Tomorrow
- Paola Majano in Spartacus, La sposa di neve
- Daniela Abbruzzese in 6 passi nel giallo
- Sabrina Duranti in Training Day
- Cristina Boraschi in CSI: Miami
- Antonella Baldini in Chuck